# Kostel svatého Jakuba Většího (Vysoký Újezd)
Kostel svatého Jakuba Většího je římskokatolický filiální, dříve farní kostel ve Vysokém Újezdu, farnosti Třebechovice pod Orebem. Je chráněn jako kulturní památka České republiky. Založení kostela je někdy spojováno se zaniklým klášterem Svaté Pole v obci Klášter nad Dědinou.

## Historie
Podle současného stavu poznání byl kostel založen na přelomu 12. a 13. století (podle V. Mencla na základě analýzy portálu). Kostel byl založen jako tribunový jednolodní kostel s apsidou na východě a věží na západě. Apsida je sklenutá konchou a od lodi je oddělena dvakrát odstupněným vítězným obloukem s vertikální částí oddělenou od archivolty jednoduchou římsou. Loď je obdélníková o rozměrech 10 × 5,15 metru s valenou klenbou s pasy a třemi páry výsečí. Klenba pochází z přestavby v roce 1885, kdy byla do romantické podoby upravena i čtyři okna v lodi. Původní strop byl plochý. Původní vstup do lodi byl portálem v severní stěně. Archivolta portálu s kresbou zdobeným tympanonem je dochována v podkroví mladšího přístavku. V západní části chrámové lodi je 2,25 m hluboká pavlačová tribuna podklenutá třemi poli křížové klenby s pozdějšími štukovými hřebínky.

## Bohoslužby
Bohoslužby se konají v neděli v 7.45.